# Europa Cup (korfbal) 1991
De Europacup korfbal 1991 was de zesde editie van dit internationale zaalkorfbaltoernooi. Voor de eerste keer in de toernooigeschiedenis werd het toernooi gespeeld in Portugal.

## Deelnemers
Poule A
| Club         | Plaats         | Poule |
| ------------ | -------------- | ----- |
| KC Děčín     | Děčín          | A     |
| Sikopi       | Antwerpen      | A     |
| CLL Bourges  | Bourges        | A     |
| Adler Rauxel | Castrop-Rauxel | A     |

Poule B
| Club            | Plaats   | Poule |
| --------------- | -------- | ----- |
| Fortuna         | Delft    | B     |
| CK Egara '85    | Terrassa | B     |
| Vultrix         | ?        | B     |
| ISEF Agon Clube | Lissabon | B     |

## Poule Fase Wedstrijden
Poule A
| Thuisploeg   |   | Uitploeg     | Uitslag |
| ------------ | - | ------------ | ------- |
| Sikopi       | - | KC Decin     | 23-8    |
| Adler Rauxel | - | CLL Bourges  | 11-10   |
| KC Decin     | - | CLL Bourges  | 10-16   |
| Sikopi       | - | Adler Rauxel | 24-15   |

Poule B
| Thuisploeg      |   | Uitploeg        | Uitslag |
| --------------- | - | --------------- | ------- |
| Fortuna         | - | Egara '85       | 32-4    |
| ISEF Agon Clube | - | Vultrix         | 8-9     |
| Egara '85       | - | ISEF Agon Clube | 9-14    |
| Fortuna         | - | Vultrix         | 30-10   |

## Finales
| 7e&8e plaats |           |    |
|              |           |    |
| A4           | KC Decin  | 9  |
| B4           | Egara '85 | 11 |

| 5e&6e plaats |                 |    |
|              |                 |    |
| A3           | CLL Bourges     | 6  |
| B3           | ISEF Agon Clube | 15 |

| 3e&4e plaats |              |    |
|              |              |    |
| A2           | Adler Rauxel | 18 |
| B2           | Vultrix      | 17 |

| Finale |         |    |
|        |         |    |
| A1     | Fortuna | 14 |
| B1     | Sikopi  | 15 |

| Kampioen EuropaCup 1991 |
| ----------------------- |
| Sikopi Eerste titel     |

## Eindklassement
| Positie | Club            |
| ------- | --------------- |
| Goud    | Sikopi          |
| Zilver  | Fortuna         |
| Brons   | Adler Rauxel    |
| 4       | Vultrix         |
| 5       | ISEF Agon Clube |
| 6       | CLL Bourges     |
| 7       | CK Egara '85    |
| 8       | KC Decin        |